# Мухоловка танімбарська
Мухоло́вка танімбарська (Ficedula riedeli) — вид горобцеподібних птахів родини мухоловкових (Muscicapidae). Ендемік Індонезії. Танімбарська мухоловка раніше вважалася підвидом білокрилої мухоловки, однак була визнана окремим видом.

## Поширення і екологія
Танімбарські мухоловки мешкають на островах Ямдена і Ларат в архіпелазі Танімбар. Вони живуть в чагарниковому і бамбуковому підліску вологих рівнинних тропічних лісів